# Basilius Germann

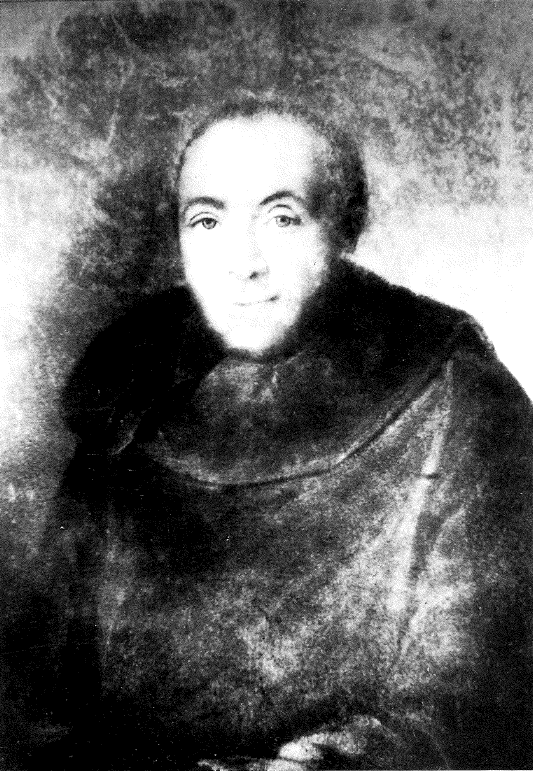
Basilius Germann OSB, Portrait im Toggenburger Museum Lichtensteig

Basilius Germann OSB, bürgerlich Franz Rudolf Germann; (* 21. Oktober 1727 in Lichtensteig; † 24. Januar 1794 in Rheinau) war ein Schweizer Benediktiner.
Basilius Germann war Sohn des Obervogts von Iberg im Toggenburg, Franz Rudolph Germann. Nach dem Besuch der Schule in Neu St. Johann absolvierte er ein Philosophie- und Theologiestudium in Freiburg im Üechtland. Germann legte 1747 das Ordensgelübde im Kloster Rheinau ab, empfing 1751 die Priesterweihe. 1760 wurde er zum Subprior gewählt. Neben anderen klösterlichen Ämtern bekleidete Basilius Germann während über drei Jahrzehnten dasjenige des Bibliothekars und Archivars. In dieser Funktion verfasste er den zweibändigen Katalog Catalogus synoptico-criticus manuscriptorum membranaceorum der Handschriften des Klosters. Sowohl der Katalog als auch ein Teil der darin behandelten Handschriften werden in der Zentralbibliothek Zürich aufbewahrt. In der Kommentierung und Altersbestimmung der Kodizes bewies er hervorragende Gelehrsamkeit und ein kritisches Urteilsvermögen.